# کشتی در بازی‌های کشورهای همسود ۲۰۱۸
کشتی در بازی‌های کشورهای همسود ۲۰۱۸ (انگلیسی: Wrestling at the 2018 Commonwealth Games)، مسابقات کشتی این دوره از بازی‌ها بین روزهای ۱۲ تا ۱۴ آوریل در مرکز ورزش و اوقات فراغت گلد کوست در شهر گلد کوست، استرالیا برگزار شد.

## جدول مدال
| رتبه           | کشور           | طلا | نقره | برنز | مجموع |
| -------------- | -------------- | --- | ---- | ---- | ----- |
| ۱              | هند            | ۵   | ۳    | ۴    | ۱۲    |
| ۲              | نیجریه         | ۳   | ۲    | ۳    | ۸     |
| ۳              | کانادا         | ۲   | ۵    | ۳    | ۱۰    |
| ۴              | آفریقای جنوبی  | ۱   | ۱    | ۰    | ۲     |
| ۵              | پاکستان        | ۱   | ۰    | ۲    | ۳     |
| ۶              | ولز            | ۰   | ۱    | ۱    | ۲     |
| ۷              | انگلستان       | ۰   | ۰    | ۳    | ۳     |
| ۸              | قبرس           | ۰   | ۰    | ۱    | ۱     |
| مجموع (۸ کشور) | مجموع (۸ کشور) | ۱۲  | ۱۲   | ۱۷   | ۴۱    |